# 厄勒克特拉 (普勒阿得斯)
厄勒克特拉（古希腊语：Ἠλέκτρα，字面意思是“发亮的”）希腊神话中的普勒阿得斯七姐妹之一。
与其他普勒阿得斯一样，厄勒克特拉是提坦神阿特拉斯和大洋神女普勒俄涅所生的女儿。宙斯强奸了厄勒克特拉，使她生下二子伊阿西翁和达耳达诺斯。前者是萨莫色雷斯密仪的创立者，后者则建立了特洛伊城。根据狄俄多洛斯的记载，哈耳摩尼亚也是厄勒克特拉的孩子。
著名的特洛伊护城神像是厄勒克特拉送给自己的儿子达耳达诺斯的，以使特洛伊城坚不可摧。特洛伊陷落后，埃涅阿斯将该像带到了罗马。晚期的神话又将厄勒克特拉视为山岳神女之一，负责掌管萨莫色雷斯岛上的芬加里峰。
厄勒克特拉最后和她的姐妹们一起变成了天上的昴星团。在现代天文学中，昴宿一的拉丁名来自于厄勒克特拉。

## 资料来源
- 《世界神话辞典》，辽宁人民出版社，ISBN 7-205-00960-X
- 厄勒克特拉 （页面存档备份，存于）